# Maestro dell'Annunciazione Gardner
Le Maestro dell'Annunciazione Gardner (aujourd'hui reconnu comme étant Piermatteo da Amelia) est un peintre ombrien de la fin du XVe et du début du XVIe siècle, dont l'œuvre se situe à cheval entre la première Renaissance et la haute Renaissance, un maître anonyme nommé ainsi pour une série d'œuvres (Annonciation) réalisée pour le couvent de la SS. Annunziata d'Amelia, vendue ensuite à Isabella Stewart Gardner.

## Biographie

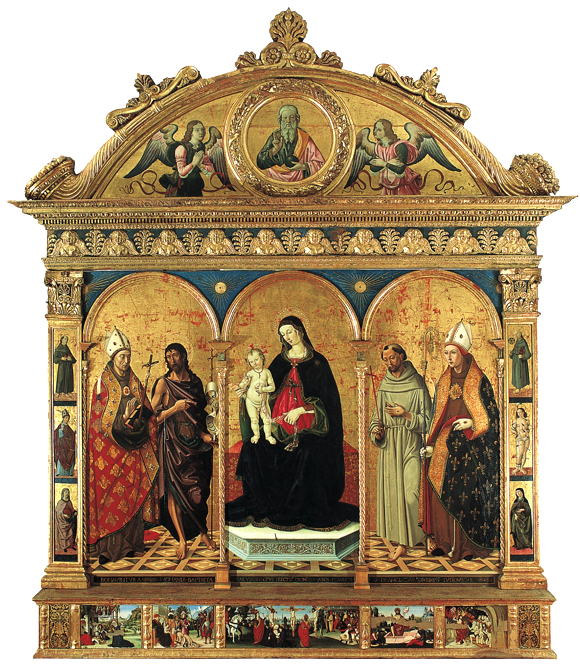
Piermatteo d'Amelia, Pala dei Francescani, Terni.

L'artiste, fils de Manfredi, est mentionné pour la première fois comme apprenti (garzone) de Filippo Lippi lorsque, entre 1467 et 1469, il est actif dans la décoration de l'abside de la cathédrale de Spolète (Histoires de la Vierge).
En 1479-1480, il est à Rome, probablement grâce aux relations avec la puissante famille d'Amelia des Géraldini, famille si importante qu'elle put accueillir Sixte IV à Amelia dans l'un de ses palais. Il y est chargé de peindre la voûte de la chapelle Sixtine, en la décorant d'un ciel étoilé. Cette fresque sera ensuite couverte par celles de Michel-Ange. Cette première décoration de la voûte Sixtine est documentée par un dessin attribué à Piermatteo conservé aux Offices.
Entre 1480 et 1482, il est actif à Orvieto en tant que décorateur de statues et d'horloges, et doreur de meubles sacrés. Le retable de l'église Sant'Agostino, aujourd'hui démembré et réparti entre diverses collections, dont la Gemäldegalerie de Berlin, remonte à cette période. De retour à Rome, il est rappelé à Orvieto en 1482, où le Conseil de l'Œuvre de la cathédrale lui confie la décoration de la chapelle San Brizio, reprise plus tard par Luca Signorelli ; l'année suivante, il réalise une fresque datée à Narni, représentant la Vierge à l'Enfant et les saints Lucie et Apollonia.
Il est commissionné le 29 septembre 1483 (noté en 1467 et de 1503 à 1508) pour le retable des Francescani de Terni.
À partir de1485, il est à Rome, où il travaille pour les papes Innocent VIII et Alexandre VI.
En 1497, il est nommé conservateur de la ville de Fano,et en1503 il était surintendant de la fabrique papale de Civita Castellana.
Dans ses dernières œuvres, il s'approche du modèle stylistique d'Antoniazzo Romano.

## Découverte de sa personne

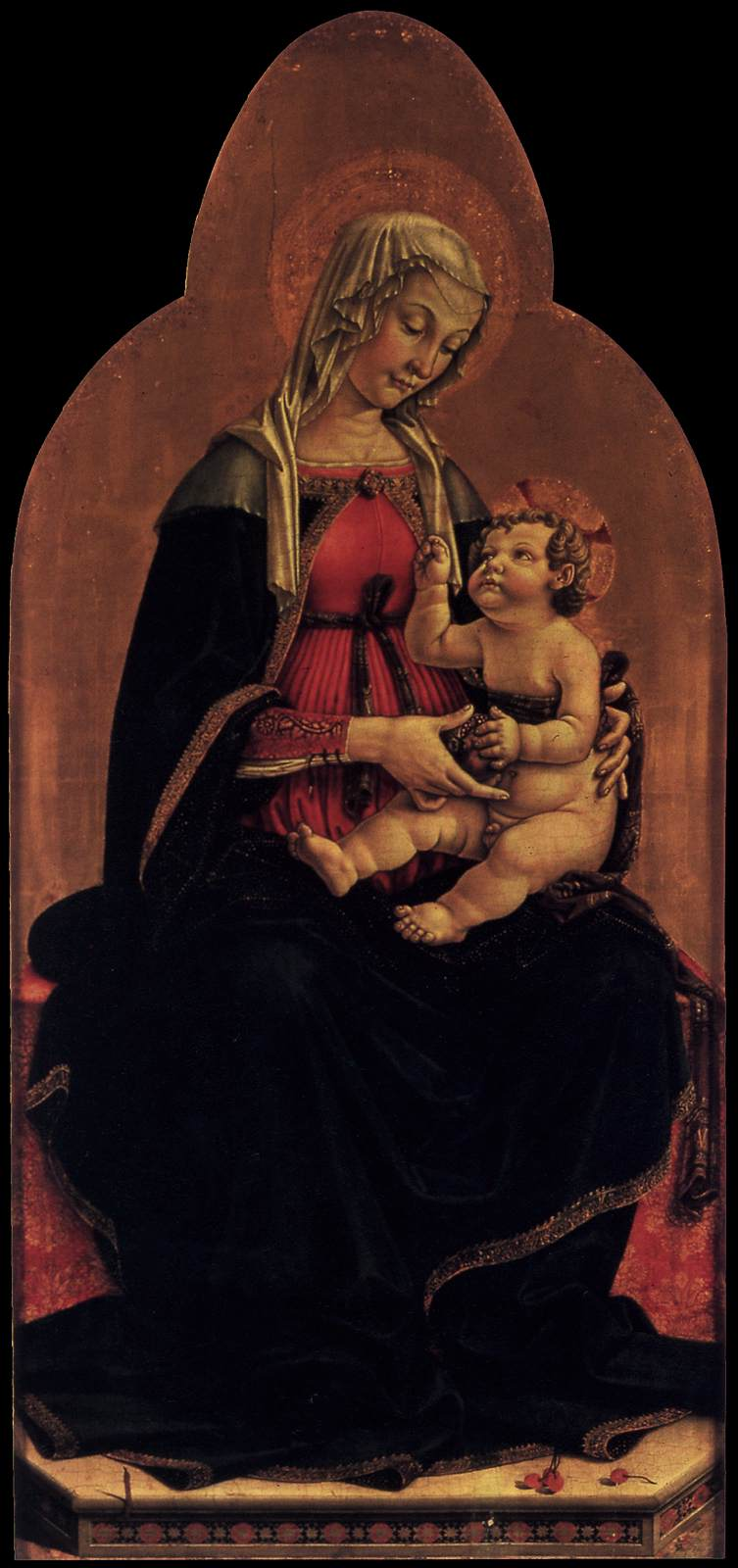
Vierge à l'Enfant, Gemäldegalerie Berlin (1481)

Grâce aux études menées dans les années 1920 par Umberto Gnoli, Roberto Longhi et Bernhard Berenson, il a été possible d'identifier la personne d'un peintre dont les œuvres étaient rassemblées sous le nom conventionnel de « Maître de l'Annonciation Gardner » , en référence à l'Annonciation réalisée pour le couvent des SS. Annunziata di Amelia, puis confiée à la Portioncule d'Assise, avant d'être vendue en 1880 à Isabella Stewart Gardner et maintenant conservée au musée du même nom à Boston,.
L'identification du maître anonyme en 1953 et son rapprochement avec Piermatteo d'Amelia sont dues aux études et à l'heureuse intuition du critique d'art Federico Zeri qui place sa personnalité artistique parmi celles des grands peintres du Quattrocento et qui le considère comme un protagoniste de la peinture de la Renaissance. Zeri attribue deux tableaux de la série des Miracles de Saint Bernardin (Pérouse, Galleria Nazionale dell'Umbria) à la période de la jeunesse de Piermatteo. L'identification faite par Zeri a été confirmée par un document en 1985, avec la découverte du contrat notarié pour l'exécution du Retable des franciscains de Terni, retracé grâce à l'archiviste Elisabetta David, et qui est un véritable chef-d'œuvre de la Renaissance ombrienne, conservé dans la Pinacothèque de la même ville, commandé à Piermatteo d'Amelia le 29 septembre 1483,.
Outre Amelia, Terni et Pérouse, ses œuvres, rares, sont conservées dans de prestigieux musées du monde entier tels que Berlin, Boston, Philadelphie, Altemburg.
La tableau de Saint Antoine abbé est la seule œuvre conservée dans sa ville natale, Amelia, au Musée Civique. La Pinacothèque y abrite également dans ses collections une Sacrée Conversation attribuée à son atelier. De nombreuses fresques sont également attribuées au peintre et à son atelier, dont un cycle important dans l'édicule de Toscolano à Avigliano Umbro (province de Terni), à Porchiano del Monte (Amelia)dans l'église San Simeone, à la cathédrale d'Orvieto, à Narni et dans de nombreuses villes du nord du Latium (église San Rocco à Castiglione in Teverina).
Une exposition a été consacrée à Piermatteo d'Amelia, inaugurée le 12 décembre 2009 à Terni et Amelia ( Piermatteo d'Amelia et la Renaissance dans le sud de l'Ombrie ) avec un itinéraire sur les lieux où vécut Piermatteo depuis sa ville natale.
Piermatteo Manfredi, dans le Retable des Francescani, réalisé pour l'église Saint-François d'Assise à Terni (1483-1485), se moque du clientélisme en représentant son ami Angelo Geraldini à la place de saint Bonaventure de Bagnoregio, à qui il devait une grande gratitude, comme démontré par Franco Della Rosa en juin, décembre 2018 et juin 2019.

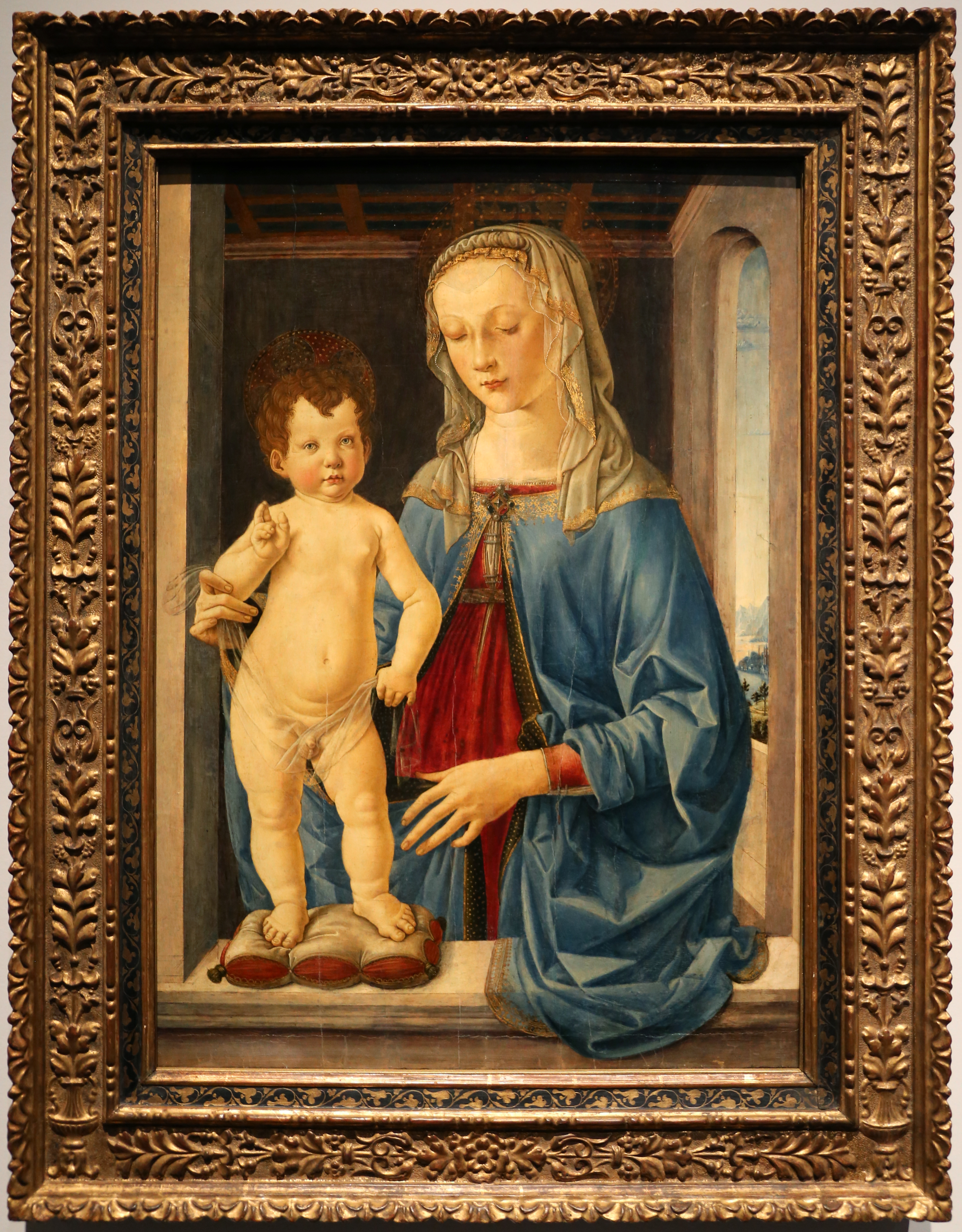
Piermatteo d'Amelia, Vierge à l'Enfant, 1475 ca.

## Analyse de l'Annonciation Gardner

Piermatteo d'Amelia, Annonciation, c. 1475.

Selon Daniel Arasse, "la spiritualité franciscaine de l'œuvre a pratiquement disparu : l'image veut un certain style, élégant, logique, réfléchi. Dans son effort d'épuration moderne, le peintre supprime les nombreuses allusions symboliques dont l'Annonciation était le lieu ; la rencontre est installée dans le cortile d'un palais florentin ; les colonnes sont de marbre précieux et les chapiteaux d'or ou de bronze doré : la préciosité de matières « désactualise » l'architecture ; de même que la perspective centrale qui creuse magnifiquement l'espace et, comme la colonne traditionnelle, sépare les deux protagonistes pour mener à un arbre double (mort-vivant), évidemment symbolique".

## Œuvres
- Annonciation, cycle pour le couvent  de la SS. Annunziata d'Amelia, Isabella Stewart Gardner Museum de Boston
- icône pour l'église Sant'Agostino, (démembrée et dispersée entre diverses collections)
- Madonna col Bambino e le sante Lucia e Apollonia (1483), fresque, Narni